# Strop bezpośredni
Strop bezpośredni – strop (leżący między stropem fałszywym a zasadniczym) w którym występują skały uwarstwione z dobrze rozwiniętą siatką podzielności o stosunkowo niskich parametrach wytrzymałościowych, np. łupki ilaste, łupki piaszczyste oraz mułowce. Cechą charakterystyczną tego stropu jest tendencja do zachodzenia zawału wskutek usunięcia podparcia (np. wybrania pokładu kopaliny użytecznej).